# Complesso di Santa Lucia Vergine al Monte
Il complesso di Santa Lucia Vergine al Monte è un'importante struttura religiosa di Napoli; si erge in corso Vittorio Emanuele, nel centro storico della città.
Nacque come abbazia francescana nel XVI secolo.
Nel 1587 il papa Pio IV, con la bolla papale, assemblò i frati francescani scalzi di Spagna, con i frati minori; in seguito questa unificazione avrebbe dato vita al loro monastero. La prosperità dell'edificio permise diversi rimaneggiamenti ed ingrandimenti a partire dalla seconda metà del XVII secolo e poi nei due secoli avvenire.
Lo stile dominante è quello barocco, anche se vi sono tracce architettoniche medioevali e rinascimentali che donano all'intero complesso un aspetto assai originale. La struttura fu abbandonata dopo la Controriforma e ritornò ad essere abitata da un gruppo di francescani spagnoli nel Seicento.
La struttura architettonica si è sviluppata intorno alla chiesa, estendendosi lungo la collina di Sant'Elmo; la chiesa è ricca di opere scultoree e pittoriche.

## Storia

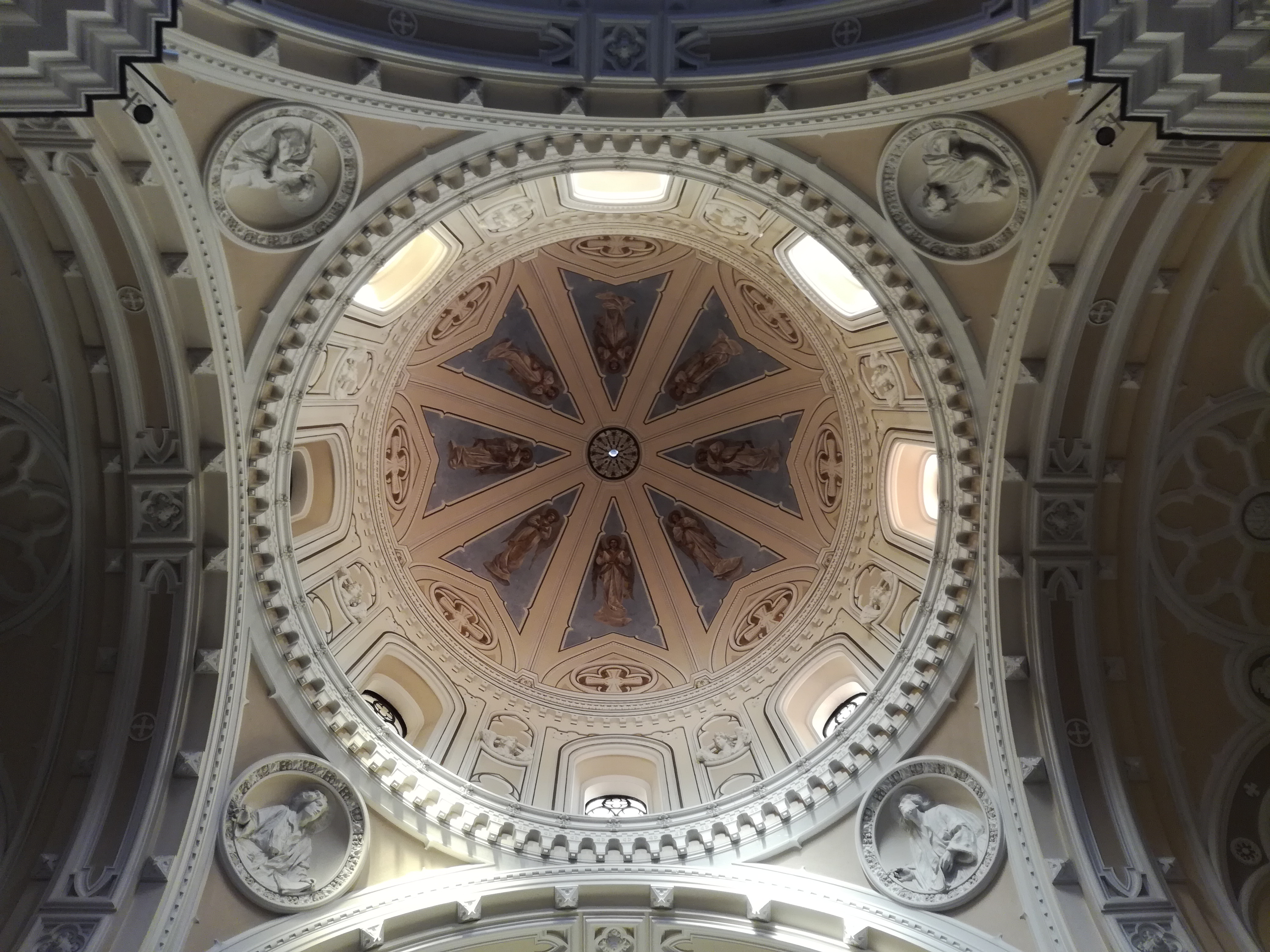
L'interno della cupola

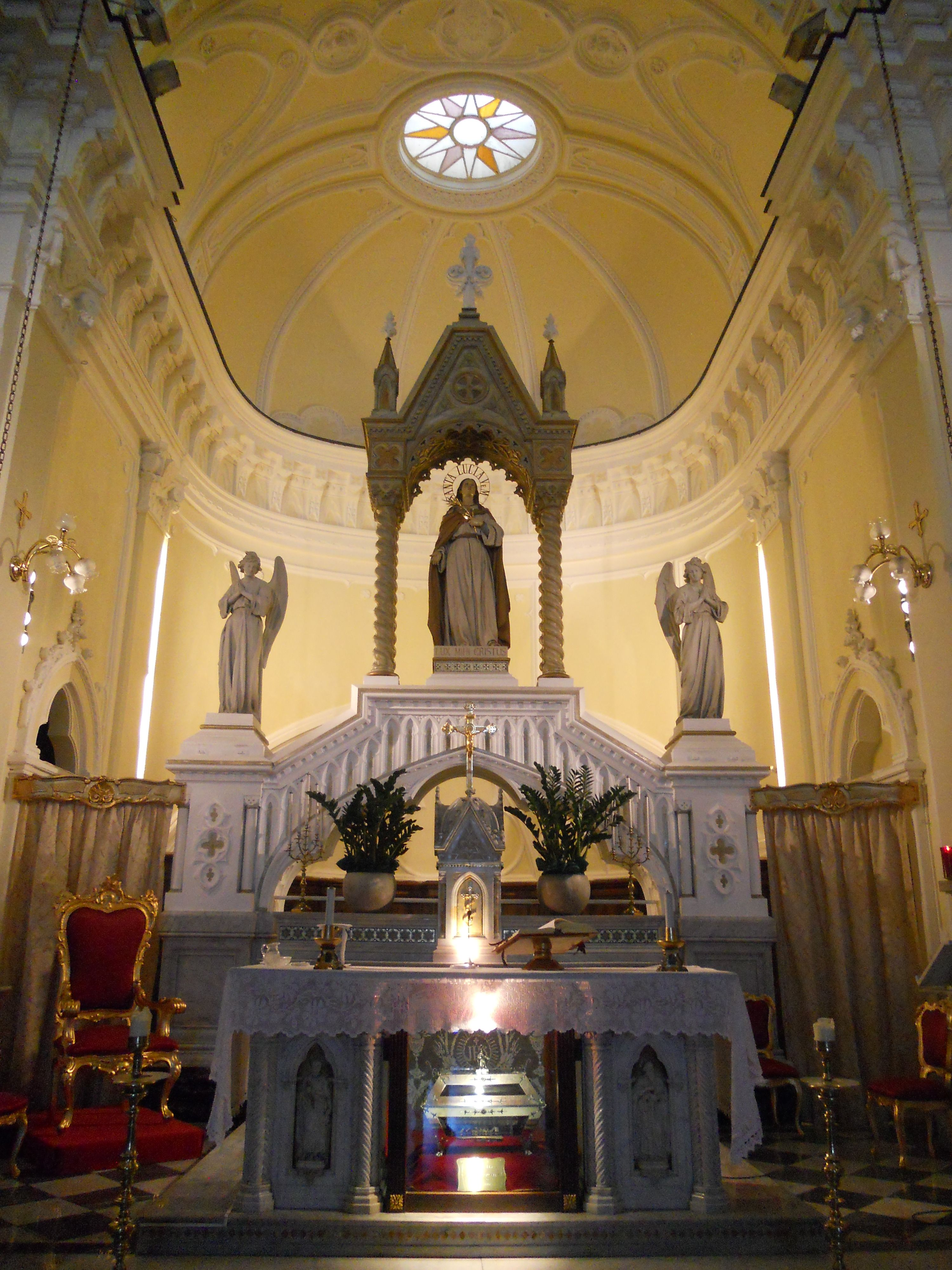
L'altare maggiore

Nella prima metà del XVI secolo, fra Agostino da Miglionico realizzò una prima cella. Fra Girolamo da San Agata trasformò la piccola cella nella chiesa intitolata a santa Lucia Vergine e Martire.
Nel 1560 il gruppo di conventuali si incrementò fino ad una decina di unità.
La fabbrica, sorta a metà della collina di San Martino in un luogo isolato dalla città detto "la montagna", consisteva allora nella chiesa con a lato un angusto convento e relativo appezzamento di terreno.
Nel 1610 il custode superiore e provinciale del convento acquistò il suolo per la costruzione del noviziato. Nel 1619 Francesco di Mauro acquistò una casa con giardino e sottostante "grottone" che, sotto la direzione di Cristoforo d'Aversa divenne l'infermeria del convento.
Nel 1647, durante la rivolta antispagnola di Masaniello, i popolari si impadronirono della chiesa per colpire con l'artiglieria composta da quattro cannoni i regi rinchiusi in Castel Nuovo.
Nel 1668 il convento passò dall'Ordine dei francescani barbanti ai frati minori scalzi o "alcantarini". Il 4 maggio 1669 giunsero a Napoli, sotto la guida di Padre Michele Zebrian, dodici religiosi della provincia di San Pietro d'Alcántara di Granada per prendere possesso di Santa Lucia al Monte.
Nel 1722 con l'avvento degli austriaci e con il ritorno dei frati italiani, la casa religiosa riprese il suo ruolo di convento centrale della provincia alcantarina napoletana: divenne pertanto residenza del ministro provinciale.
Nel 1799, durante la Repubblica Partenopea e la successiva occupazione francese, il convento fu più volte preso di mira dal cannoneggiamento francese del sovrastante Castel Sant'Elmo.
Con la restaurazione Borbonica si ritrovò finalmente calma e serenità nel complesso.
Il 28 maggio del 1853 Ferdinando II di Borbone inaugurò il tratto del corso Maria Teresa (poi ribattezzato dopo l'unità d'Italia corso Vittorio Emanuele) che terminava proprio dinanzi al convento di Santa Lucia al Monte, che ebbe pertanto in quell'occasione il suo momento di gloria per essersi fermata la famiglia reale a ricevere la benedizione eucaristica nella sua chiesa.
Il 31 dicembre 1866, con la legge 3036 del 7 luglio 1866 che sancì la definitiva chiusura dei conventi ed il loro abbandono da parte dei religiosi, fu determinato lo sgombero del complesso conventuale nel quale vi risiedevano 127 persone, delle quali vi rimasero solo sette frati a servizio della chiesa.
Nel 1868 si registra la definitiva spartizione del convento tra Comune a cui andò parte occupata dalla caserma delle guardie municipali e dei carabinieri e Provincia a cui fu annessa la chiesa e la rimanente parte del complesso.
Il 23 ottobre 1880, a seguito di lavori di manutenzione e di abbellimento, la chiesa fu riconsacrata.
Nel 1894 padre Ludovico Palmentieri da Casoria riscattò dalla Provincia e dal Comune di Napoli quasi tutto il fabbricato; l'acquisizione fu poi completata da padre Giulio Saracino di Gesù e Maria, Ministro della Provincia alcantarina napoletana, con la condizione che l'amministrazione provinciale potesse tenere in fitto per quindici anni i locali venduti. Rimase pertanto, fino al 1930, la caserma dei carabinieri che occupava l'attuale portineria ed il primo piano.
La fabbrica fu quindi nuovamente convertita ad uso convento; vennero realizzate diverse opere come il muro di sostegno e di contenimento del monte dell'ex infermeria.
Tra il 1902 e il 1913 la chiesa venne rinnovata e fu completamente trasformata, perdendo quindi l'impronta originaria autenticamente francescana.
Nel 1909, con la morte di padre Giulio Saracino, la proprietà passò a padre Filomeno Barone e successivamente a padre Damaso Guglielmi, che ne risultava ancora proprietario nell'aprile del 1921.
Nel 1930 con l'abbandono da parte dei carabinieri dei locali portineria e primo piano, il complesso venne reso abitabile nella sua totalità dai frati.
Nel gennaio 1940, in occasione del centenario della canonizzazione di Giovan Giuseppe della Croce, venne realizzata l'attuale facciata a bastioni, insieme al Sacrario dei Servi di Dio.
Il 15 dicembre 1957 padre Anselmo Chiacchio inaugurò il nuovo seminario realizzato dallo stato su progetto dell'ingegner Moselli.
Dal 1969 il chiericato fu sgomberato col rarefarsi delle vocazioni e i locali furono dati in uso a scuole statali.
Con il Giubileo del 2000 i Frati Minori, attuali proprietari del convento lo adibiscono (in parte) a struttura ricettiva.
Nel 2001 l'ala sinistra dell'ex struttura conventuale di Santa Lucia al Monte è stata completamente restaurata sulla base di un progetto di risanamento conservativo e di adattamento funzionale a struttura alberghiera e congressuale a firma dell'architetto Luciano Raffin, che ha riportato alla luce quanto ancora presente dell'originario spirito francescano.
L'ala destra (ex lanificio) dell'ex abbazia francescana, definita dal cardinale Marcello Mimmi come il Pantheon Cristiano, è stata acquistata sul finire degli anni '80 dal gallerista Lucio Amelio con l'idea di impiantarvi un museo di arte contemporanea, e dal 2002 è sede dalla Facoltà di Giurisprudenza dell'Università degli Studi Suor Orsola Benincasa.